# Igny (Haute-Saône)
Igny ist eine Gemeinde im französischen Département Haute-Saône in der Region Bourgogne-Franche-Comté.

## Geographie
Igny liegt auf einer Höhe von 205 m über dem Meeresspiegel, 14 Kilometer östlich von Gray und etwa 34 Kilometer nordwestlich der Stadt Besançon (Luftlinie). Das Dorf erstreckt sich im Südwesten des Départements, im Becken der Saône, in einer Niederung an der Mündung der Petite Morthe in den Cabri, am Ostrand des Waldgebietes Forêt de Belle Vaivre.
Die Fläche des 10,03 km² großen Gemeindegebiets umfasst einen Abschnitt der leicht gewellten Landschaft südöstlich der Saône. Von Nordosten nach Südwesten wird das Gebiet vom Cabri durchquert, der durch eine mehr als ein Kilometer breite Niederung fließt. Im Bereich von Igny nimmt er von Osten die Petite Morte und etwas südlich des Dorfes von Westen den Ruisseau de l'Étang auf. Der Cabri sorgt für die Entwässerung nach Süden zur Morte. Flankiert wird das Talbecken von Anhöhen, die aus tertiären Ablagerungen aufgebaut sind. Im Südosten erstreckt sich das Gemeindeareal bis an den Rand der Petits Bois de Gy (bis 242 m), im Nordwesten in das ausgedehnte Forstgebiet der Forêt de Belle Vaivre. Mit 252 m wird im Bois d'Igny die höchste Erhebung von Igny erreicht.
Zu Igny gehört der Weiler L'Étang-des-Maisons (214 m) in der Niederung des Ruisseau de l'Étang am Ostrand der Forêt de Belle Vaivre. Nachbargemeinden von Igny sind Seveux und Sainte-Reine im Norden, Vellemoz im Osten, Angirey und Sauvigney-lès-Gray im Süden sowie Beaujeu-Saint-Vallier-Pierrejux-et-Quitteur im Westen.

## Geschichte
Im Mittelalter gehörte Igny zur Freigrafschaft Burgund und darin zum Gebiet des Bailliage d’Amont. Das Lehen Igny gelangte 1294 durch Kauf an die Herrschaft Oiselay. Im Jahr 1569 wurde das Dorf geplündert und in Brand gesteckt. Zusammen mit der Franche-Comté gelangte Igny mit dem Frieden von Nimwegen 1678 definitiv an Frankreich. Heute ist Igny Mitglied des 16 Ortschaften umfassenden Gemeindeverbandes Communauté de communes du Val de Gray.

## Sehenswürdigkeiten

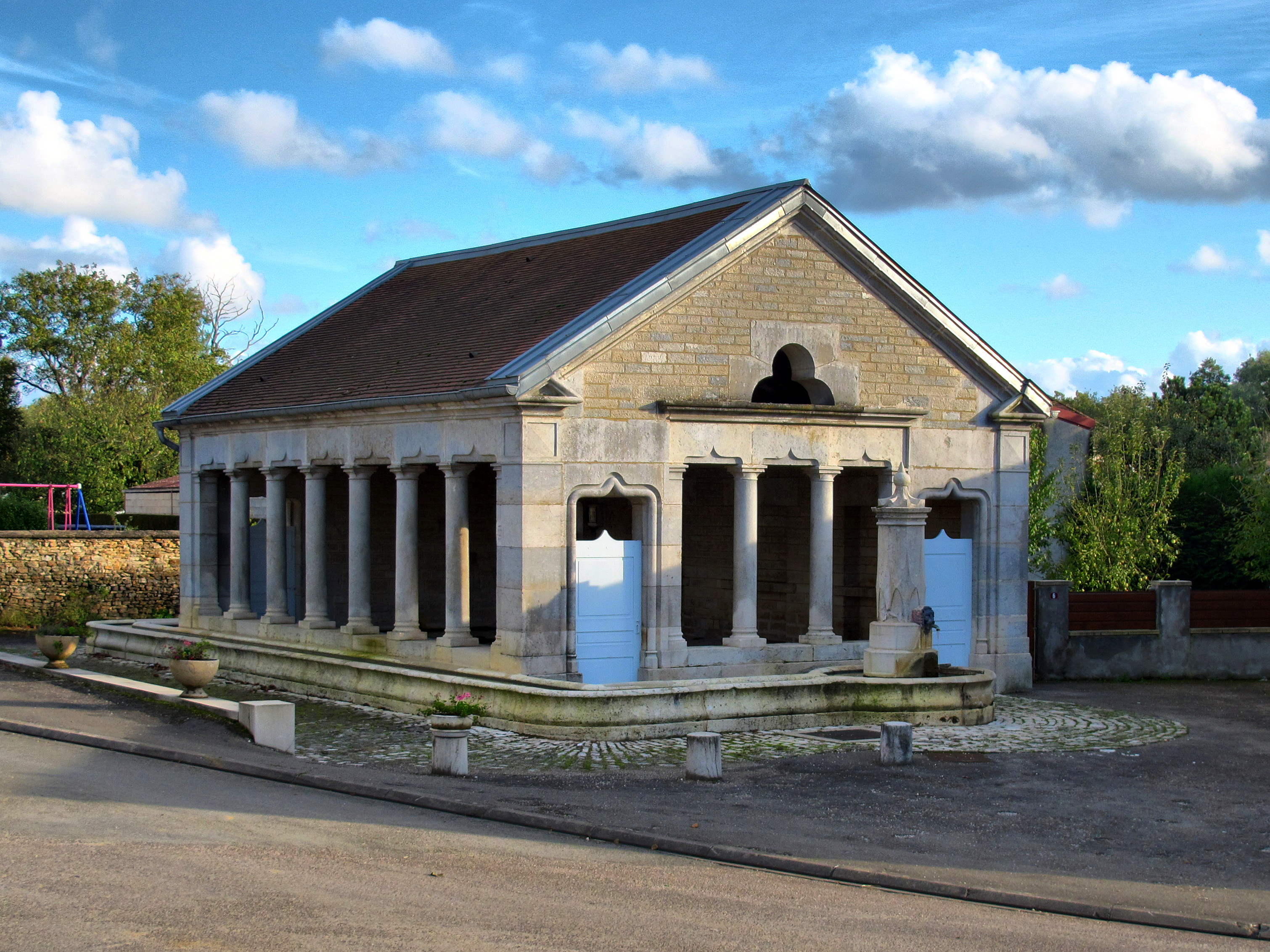
Brunnenhaus

Die Kirche Saint-Pierre-et-Saint-Paul stammt aus dem 18. Jahrhundert und ist als Monument historique klassifiziert. Sie beherbergt eine bedeutende Kirchenausstattung, darunter Mobiliar und reich geschnitzte Altäre aus der Erbauungszeit. 
Ebenfalls sehenswert ist die Grande Fontaine (Brunnen) aus dem 19. Jahrhundert, die um 2000 restauriert wurde.

## Bevölkerung
| Jahr                       | 1962 | 1968 | 1975 | 1982 | 1990 | 1999 |
| Einwohner                  | 181  | 157  | 161  | 158  | 151  | 148  |
| Quellen: Cassini und INSEE |      |      |      |      |      |      |

Mit 208 Einwohnern (1. Januar 2022) gehört Igny zu den kleinsten Gemeinden des Département Haute-Saône. Die Einwohnerzahl hatte während des gesamten 20. Jahrhunderts kontinuierlich abgenommen (1891 wurden noch 363 Personen gezählt).

## Wirtschaft und Infrastruktur
Igny war bis weit ins 20. Jahrhundert hinein ein vorwiegend durch die Landwirtschaft (Ackerbau, Obstbau und Viehzucht) und die Forstwirtschaft geprägtes Dorf. Außerhalb des primären Sektors gibt es nur wenige Arbeitsplätze im Dorf. Einige Erwerbstätige sind auch Wegpendler, die in den größeren Ortschaften der Umgebung ihrer Arbeit nachgehen.
Der Ort liegt abseits der größeren Durchgangsachsen an einer Departementsstraße, die von Angirey nach Sainte-Reine führt. Weitere Straßenverbindungen bestehen mit Beaujeu, Sauvigney-lès-Gray und Vellemoz.